# San Antonio, Morelia
San Antonio är en ort i Mexiko.   Den ligger i kommunen Morelia och delstaten Michoacán de Ocampo, i den södra delen av landet, 230 km väster om huvudstaden Mexico City. San Antonio ligger 1 911 meter över havet och antalet invånare är 3 890.
Terrängen runt San Antonio är kuperad åt sydväst, men åt nordost är den platt. Runt San Antonio är det tätbefolkat, med 493 invånare per kvadratkilometer. Närmaste större samhälle är Morelia, 9,5 km öster om San Antonio. I omgivningarna runt San Antonio växer huvudsakligen savannskog.